# Korean e-Sports Association
Die Korean e-Sports Association (kor. Hangeul: 한국 e스포츠 협회, revidiert: Hanguk e-seupocheu hyeophoe) oder KeSPA ist ein südkoreanischer Dachverband um E-Sport in Südkorea zu etablieren und zu verwalten. Derzeit zählen 22 Titel zu den offiziellen E-Sport-Spielen der KeSPA, darunter StarCraft, StarCraft II, League of Legends, FIFA und Counter-Strike. Weitere 21 Titel haben ihren Status als offizielles Wettkampfspiel seit Gründung verloren. Die KeSPA ist offizielle Mitgliedsorganisation des Korean Olympic Committees.

## Entstehung
Zwei Jahre nachdem die ersten E-Sport-Ligen in Europa und den USA gegründet wurden, regten sich in Korea erste Bestrebungen, dem nationalen E-Sport einen Rahmen zu bieten. Ab der zweiten Hälfte des Jahres 1999 wurden Treffen mit Gründungssponsoren organisiert sowie Konferenzen abgehalten und Ende des Jahres schon die erste Jahreshauptversammlung einberufen. Am 11. Januar 2000 verlautbarte man in einer informellen Pressekonferenz das Ziel, ein Unternehmen zu gründen, das sich dem koreanischen E-Sport widmet. Wenige Wochen darauf folgte die Genehmigung vom Ministerium für Kultur, Sport und Tourismus, den koreanischen E-Sport-Bund unter dem Namen 21C Programer Association zu gründen. Ab diesem Zeitpunkt stand der Verbesserung und Förderung des elektronischen Sports in der Republik Korea nichts mehr im Weg. Ende Februar 2000 übernahm Kim Yeong-Man (Han-Bit Soft) die Geschäftsführung und im darauf folgenden Sommer wurden die ersten Meisterschaften unter der Schirmherrschaft der koreanischen E-Sports-Vereinigung abgehalten. Gleichzeitig mit diesem Turnier bewilligte das Ministerium für Kultur, Sport und Tourismus das ausgearbeitete Progamer-Lizenzsystem. In den folgenden Jahren richtete die 21C Progamer Association verschiedene Turniere aus, darunter die KPGA Tour (erstmals November 2001) und die Cybergames 2002 (Juni 2002 in Seoul).
Im April 2005 übernahm der Präsident von SK Telecom, Kim Shin-Bae, den Vorsitz der KeSPA. Unter seiner Leitung wurde noch im selben Jahr im Bezirk Yongsan (Seoul) im achten Stockwerk der I’Park Mall mit dem Yongsan E-Sport Stadium das erste permanente Stadion für elektronischen Sport eröffnet. Kurz danach fand die erste vereinigte Proleague statt. Im selben Jahr unterzeichneten die KeSPA und die Korea Game Industry Agency (KOGIA) eine Absichtserklärung zur Revitalisierung des E-Sports. Des Weiteren zeichnet die Korea e-Sports Association seit Jahren für die Verleihung von E-Sport-Awards und als Veranstalter diverserer internationaler Symposien und Konferenzen rund um den elektronischen Sport verantwortlich.

## Ziele
Das offizielle Ziel der KeSPA ist es, E-Sport zu einer offiziellen Sportveranstaltung zu machen, die kommerzielle Positionierung von E-Sport in allen Sektoren zu stärken sowie das Spielen von Computerspielen in der gesamten Bevölkerung zu fördern. Die Organisation verwaltet die Ausstrahlung von E-Sport, die Entwicklung neuer Veranstaltungen und die Konditionen, unter denen professionelle Spieler arbeiten.
In 2008 übernahm SK Telecom die führende Position im Vorstand, in dem Seo Jin-woo der Präsident der Organisation wurde. Die KeSPA reguliert die Ausstrahlung von E-Sport-Sendern wie OnGameNet, MBCGame, GOMtv und Pandora TV, sowie 23 E-Sport-Journalisten und über zwölf E-Sport-Teams. Des Weiteren wurde ein Rankingsystem eingeführt.
Am 11. Mai 2012, nach wechselnden Bekanntmachungen seitens der KeSPA bezüglich des Übergangs von StarCraft: Brood War zu StarCraft II, wurde eine Partnerschaft mit der US-amerikanischen Major League Gaming bekannt gegeben, um Spieler der KeSPA an MLG-Veranstaltungen teilnehmen zu lassen.

## Vorkommnisse

### Kontroverse über Spielmanipulation
Im April 2010 wurden elf StarCraft-Spieler zur Spielmanipulation während der Proleague 2009 beschuldigt. Zusammen mit den Spielern wurden die Besitzer von über zwölf illegalen Wettseiten, ehemaligen Spielern und Mitgliedern des Personals vor Gericht geladen. Es wurde behauptet, die Spieler wären bestochen worden interne Informationen herausgegeben zu haben oder Spiele absichtlich zu verlieren, was den Betreibern der illegalen Wettseiten einen großen Profit einbrachte. Dadurch gab es einen großen Aufschrei in Korea über diese Entwicklungen.
Das Sanktionsunterkomitee der KeSPA sperrte die Spieler für den E-Sport in Korea, sowie diejenigen, die laut den Strafgerichten der KeSPA daran beteiligt waren und deren Teams.

### Streitigkeiten um geistiges Eigentum
Im Jahr 2008 gab es einen Einbruch an Ausstrahlungen der E-Sport-Medien, der teilweise durch die Angst verursacht wurde, Blizzard würde Lizenzgebühren von der KeSPA verlangen, die sich aufgrund ihres geistigen Eigentums ergeben. Im Jahr 2010 kündigte Blizzard Entertainment an, dass die Verhandlungen schlecht verliefen und dass sie nur GomTV erlauben würden, Blizzard-Spiele zu übertragen. Die KeSPA reagierte damit, die Rechte am geistigen Eigentum von Blizzard anfechten zu wollen. Kurz darauf gab MBC Game, ein Gaming-Fernsehsender, bekannt, sie würden mit GOMtv verhandeln, wodurch Newhua news spekulierte, dies könnte die Macht der KeSPA schwächen.
Im Mai 2011 wurde der Streit endgültig beigelegt, so dass OGN und MBC offiziell Brood War-Spiele ausstrahlen durften.